# John Coleridge Patteson
John Coleridge Patteson, född 1 april 1827, död 20 september 1871, var en brittisk missionär.
Patteson utgick 1855 till Melanesien, vars missionsbiskop han blev 1861. Han hade stor framgång bland lokalbefolkningen, genom sin osjälviska personlighet, men blev ihjälslagen på en ö där han inte var känd, som hämnd för andra européers illdåd mot infödingarna där.